# Agora É Domingo
Agora É Domingo, anteriormente Agora É com Datena, foi um programa de televisão dominical brasileiro produzido e exibido pela Band de 22 de abril até 30 de dezembro de 2018, contando com a apresentação do jornalista José Luiz Datena, que comandava, nas seis horas de duração do programa, atrações diversificadas como musicais, entrevistas e games.
A estreia do programa marca definitivamente a transição de Datena do jornalismo para o entretenimento na televisão. Porém, esta não é foi a primeira experiência de Datena no comando de um programa de auditório, sendo que o jornalista já apresentou o game show Quem Fica em Pé? na Band entre 2012 e 2013. Ainda na mesma área, comandou os programas No Vermelho e No Coração do Brasil, além de ser um dos apresentadores do projeto Band Vida.
Com a candidatura de Datena ao senado por São Paulo nas eleições gerais de 2018, o apresentador teve que deixar o comando do programa. Para substituí-lo, a Band escalou o jornalista Joel Datena e o apresentador Netinho de Paula, que passaram a apresentar a parte jornalística e de entretenimento respectivamente, sendo que a parte de Netinho passou a ter o título de Brasil da Gente e a de Joel como Agora É Domingo. Datena retornou ao comando da atração em 15 de julho e o título do programa passou a ser em definitivo Agora É Domingo, devido a sua desistência em participar do pleito.

## Antecedentes
O jornalista José Luiz Datena iniciou sua carreira como repórter esportivo no interior paulista. Suas reportagens para os programas esportivos tinham um tom irreverente, característica na qual se perdurou nas suas passagens pelas redes Band e Record como repórter.
Em 1998, com a extinção do então departamento de esportes da Record, Datena passou a comandar o policialesco Cidade Alerta. Em 2002 troca a Record pela RedeTV! em uma passagem relâmpago onde apresenta o "Repórter Cidadão", que viria ser apresentado por Marcelo Rezende (que se tornou titular do Cidade Alerta em 2011). Datena retorna à Record ainda em 2002 no comando do Cidade Alerta. Datena deixou a Record definitivamente em 2003, quando entrou na Band para comandar o similar Brasil Urgente. O jornalista sempre se queixou de ter que apresentar o noticiário policial e, ao mesmo tempo, manifestava seu desejo deixar o comando do programa.
A primeira tentativa de Datena fora do mundo policial foi, ainda na Record, o game show No Vermelho. Já na Band, apresentou o No Coração do Brasil, programa de viagens no qual passou por diversas locações do país. Alguns anos depois, após uma rápida passagem pela Record em 2011, retornou para a Band e apresentou o Quem Fica em Pé?, voltando também para o Brasil Urgente. O game show não perdurou na grade e saiu do ar no final de 2013.
No final de 2017, a Band tirou do ar e dispensou toda a equipe do Pânico na Band, programa que até então era sua maior audiência nacionalmente.  A motivação da TV era reduzir os custos para conseguir transmitir a Copa do Mundo de 2018, o que não acabou se concretizando. O espaço destinado ao Pânico foi inicialmente substituído por filmes.
Com um espaço vago na grade e com objetivo de manter a audiência que tinha anteriormente aos domingos com o Pânico, a Band começou a produzir dois novos programas. Um deles, o novo Show do Esporte, eliminou o Terceiro Tempo da grade, mas manteve Milton Neves no comando da nova atração. O Agora É com Datena foi a segunda atração da reformulação da grade dominical da Band, deslocando Datena do Brasil Urgente, que deixou definitivamente a ancoragem do jornalístico.

## Exibição
A estreia de Agora É com Datena foi anunciada em março, no lançamento da programação da Band para 2018, e foi inicialmente marcada para o dia 1.º de abril de 2018. A primeira chamada anunciando a nova atração começou a ir ao ar no mesmo mês. Posteriormente, a estreia foi adiada para 15 de abril. Em abril, a estreia foi adiada novamente, devido a uma mudança de estratégia da Band para o lançamento do programa, que foi remarcado para o dia 22 do mesmo mês. O programa estreou ocupando seis horas na grade de programação da Band aos domingos.
Na edição de estreia do programa, Datena entrevistou o político Jair Bolsonaro, pré-candidato à presidência pelo PSL, além de contar com a presença do cantor Amado Batista e das duplas sertaneja Bruno & Marrone e Zezé di Camargo & Luciano como atrações musicais. Também na estreia, foi exibida uma reportagem sobre a venda de venezuelanos para prostituição e trabalho escravo no Brasil, feita por Agostinho Teixeira, e uma outra com um encontro entre o Luan Santana e uma fã do cantor de 81 anos de idade.

## Formato
De acordo com a Band, o Agora É com Datena foi uma atração que reuniu "música boa, entrevistas exclusivas e (um) game eletrizante". Na parte musical do programa, contou com a presença de músicos no palco ao vivo, além de contar com o quadro Caixa de Talentos, segmento inspirado no formato dos programas de calouros.

### A Fuga
Uma das principais atrações do programa, o game show A Fuga foi baseado no formato de Raid the Cage, distribuído internacionalmente pela Sony Pictures Entertainment.

## Audiência
No primeiro programa, Agora É com Datena registrou 3,2 pontos de média e 4,6 de picos na Grande São Paulo de acordo com dados da Kantar Ibope Media, ficando atrás das atrações exibidas pelas redes Globo, SBT e Record durante o tempo em que ficou no ar. Apesar deste resultado, a atração chegou a perder para o Encrenca da RedeTV!, que fechou com média de 6,4 pontos, até então a maior audiência registrada pelo humorístico desde sua estreia em 2014.
A segunda edição de Agora É com Datena registrou uma queda em relação ao programa de estreia, marcando 2,2 pontos de média, uma diferença de 32% em relação com o que foi registrado na edição anterior da atração.

## Reformulação
Na edição do programa exibido em 24 de junho, Datena demonstrou que deixaria o comando da atração caso decidisse se candidatar ao senado pelo estado de São Paulo. Tal intenção de candidatura por parte do apresentador foi inicialmente sinalizada em maio do mesmo ano, após se decepcionar com Joaquim Barbosa, ex-ministro do STF, que tinha anunciado que não iria mais se candidatar no pleito de 2018. A candidatura de Datena foi anunciada definitivamente em 28 de junho, em evento realizado por seu partido, o Democratas.

## Extinção
Na tarde de 3 de janeiro de 2019, a direção da Band anuncia a extinção do programa, devido as baixas audiências registradas.